# شهرداری‌های بولیوی

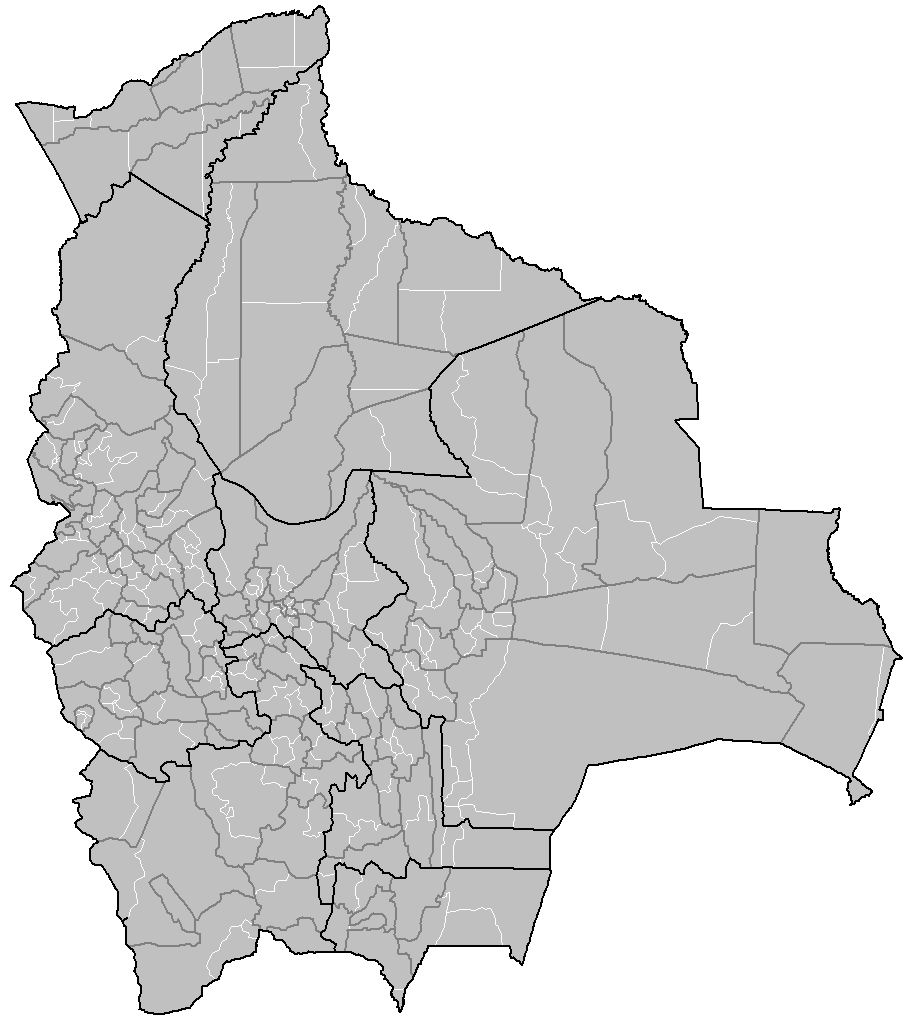
شهرداری‌های بولیوی

شهرداری‌های بولیوی زیرمجموعه‌های اداری از تقسیمات کشوری بولیوی هستند که به صورت خودگردان با انتخابات‌های محلی اداره می‌شوند.

## فهرست شهرداری‌ها
- استان بنی